# Latécoère 299
Il Latécoère 299 era un monoplano da ricognizione imbarcato realizzato dall'azienda francese Forges et Ateliers de Construction Latécoère nei tardi anni trenta e rimasto allo stadio di prototipo.
Impiegabile anche nei ruoli di aerosilurante e bombardiere leggero, venne sviluppato come versione dotata di carrello d'atterraggio del 298 per operare da basi a terra o da portaerei. Venne costruito in soli due esemplari, e dopo le valutazioni comparative si decise di non avviarne la produzione in serie.

## Versioni
299.01
prototipo
299A
versione equipaggiata con eliche controrotanti.

## Utilizzatori
Francia
- Aéronautique navale

 Germania
- Luftwaffe